# Réda Rabeï
Réda Rabeï, né le 12 juillet 1994 à Roubaix, est un footballeur français international de futsal.

## Biographie

### Enfance et formation
Natif de Roubaix, Réda Rabeï commence le football au Roubaix Sports Culture à douze ans. Rapidement il intègre le Lille OSC où il passe trois ans entre ses douze et quinze ans. Mais, exclu du club, il n’intègre pas le centre de préformation. Réda s'initie alors au futsal avec ses amis.
En avril 2010, alors joueur à Hommelet Sport et Culture, il participe à un stage de détection avec l'équipe de France U16, à Clairefontaine. À 17 ans, Rabeï rejoint le club belge de football du Mouscron Excelsior et français de futsal du Roubaix AFS.
L'année suivante, il part à Grenoble avec Abdellah Zoubir et porte brièvement le maillot du Grenoble Foot 38 lors de la saison 2012-2013 (en U19 et avec l'équipe réserve). 

### Haut niveau au futsal
Resté sur la région grenobloise, Réda Rabeï retourne jouer en salle, au Futsal Club Picasso Échirolles. Il se souvient « Un choix ? Pas vraiment, j'ai surtout fait ça car cela me permettait de gagner un peu ma vie ».
Réda revient ensuite dans le Nord, au Roubaix futsal, et termine meilleur buteur du club en 2013-2014.
Pour la saison 2014-2015, Réda Radeï rejoint le Douai Gayant futsal où il continue de se faire remarquer. En octobre 2014, il effectue un stage de quelques jours au FC Nantes avec l'équipe réserve non-concluant. Le Nordiste est alors jugé comme un attaquant puissant doté d'une technique au dessus de la moyenne, voire meilleur sur herbe qu'en salle. En 2015, il est le meilleur buteur du club en D1 futsal avec 34 buts inscrits.

### En équipe de France futsal
À dix-sept ans, Réda Rabeï intgère l'équipe de France U21 de futsal, notamment aux côtés de Sid Belhaj et Landry N'Gala. Il ne passe qu'un an et demi en catégorie jeune, avant d'être appelé en A. 
Les qualités de Rabeï n'ont pas échappé à Pierre Jacky, le sélectionneur de l'équipe de France de futsal, qui fait du joueur l'un des points forts des Bleus. Reda Rabeï compte 24 sélections en Bleu.

### Passage au football
En janvier 2016, Réda quitte le club de première division de futsal de Douai pour celui de football de Wasquehal (CFA). Muet lors de ses débuts, il marque ses huit buts wasquehaliens lors des cinq matches suivant et permet au club d'obtenir son maintien. Réda se souvient : « J’en avais un peu marre du futsal. J’ai pu rejoindre Wasquehal en CFA en 2016 pendant six mois avant d’avoir une proposition d’Amiens assez rapidement ».
À l'été 2016, Réda Rabeï est sollicité par le Stade rennais et l'Amiens SC sur qui il jette son dévolu. Promu en Ligue 2, Amiens s’attache les services de Reda Rabeï pour quatre saisons. Il se blesse dès la préparation estivale contre Reims en match amical (déchirure au quadriceps), alors qu'il vient de marquer. Il doit alors lutter pour revenir tout en s’habituant à la cadence du football professionnel. Le 29 octobre 2016 à Clermont, Rabeï connait son unique match avec l'équipe première de l'ASC en remplaçant Georges Gope-Fenepej, peu après l'ouverture du score adverse, à la 73e minute. 
Au début de la saison 2017-2018, l’attaquant polyvalent est prêté à Lyon Duchère (National). Cette expérience n'est pas concluante. Et, durant le marché des transferts hivernal, Rabeï est à nouveau prêté, à la Juventus Bucarest (D1 roumaine).
En début de saison 2018-2019, Réda s'entraîne avec le groupe Ligue 1 mais joue au sein de l'équipe réserve en National 3. Mi-novembre 2018, Reda Rabeï est prêté à l’US Avranches entrainé par Frédéric Reculeau, qui le suit depuis plusieurs années, en tant que joker médical. Il est buteur dès ses débuts lors du 7e tour de Coupe de France à La Chapelle-des-Marais (R3, 0-5). Pour son premier match de championnat, Rabeï est titulaire et inscrit un des trois buts de son équipe. Par la suite, Reda Rabeï garde la confiance de l'entraîneur. Régulièrement dans le onze de départ, il ne le quitte que quelques matches, à la suite d'une légère blessure et d'une suspension pour accumulation de cartons jaunes. Au total, le milieu offensif dispute 17 rencontres de championnat pour quatre buts en National.   
À l'été 2019, le milieu de terrain âgé de 25 ans s'engage avec une formation de D2 danoise, le Fremad Amager.

## Statistiques
| Saison                | Club                     | Championnat           | Championnat | Championnat | Coupe(s) nationale(s) | Coupe(s) nationale(s) | Total | Total |
| Saison                | Club                     | Division              | M.          | B.          | M.                    | B.                    | M.    | B.    |
| 2015-2016             | ES Wasquehal             | D4                    | 10          | 8           | -                     | -                     | 10    | 8     |
| 2016-2017             | Amiens SC rés.           | D4                    | 17          | 2           | -                     | -                     | 17    | 2     |
| 2016-2017             | Amiens SC                | D2                    | 1           | -           | -                     | -                     | 1     | 0     |
| 2017-0000             | Lyon Duchère AS (prêt)   | D3                    | 4           | -           | -                     | -                     | 4     | 0     |
| 0000-2018             | Juventus Bucarest (prêt) | D1                    | 7           | -           | -                     | -                     | 7     | 0     |
| 2018-0000             | Amiens SC rés.           | D4                    | 3           | -           | -                     | -                     | 3     | 0     |
| 2018-2019             | US Avranches (prêt)      | D3                    | 17          | 4           | 2                     | 1                     | 19    | 5     |
| Sous-total            | Sous-total               | Sous-total            | 1           | 0           | 0                     | 0                     | 1     | 0     |
| 2019-2020             | Fremad Amager            | D2                    | 15          | 4           | 3                     | -                     | 18    | 4     |
| Total sur la carrière | Total sur la carrière    | Total sur la carrière | 74          | 18          | 5                     | 1                     | 79    | 19    |